# República de Biak-na-Bato
República de Biak-na-Bato (em tagalo:  Repúbliká ng̃  Biak-na-Bató, em castelhano:  República de Biac-na-Bató), oficialmente designada na sua constituição como a República das Filipinas (em tagalo:  Repúbliká ng̃ Filipinas, em castelhano:  República de Filipinas), foi a primeira república declarada nas Filipinas pelo líder revolucionário Emilio Aguinaldo e seus companheiros revolucionários. Apesar de seus êxitos, incluindo o estabelecimento da primeira constituição das Filipinas, a República durou pouco mais de um mês. Foi extinta por um tratado de paz assinado por Aguinaldo e o Governador-Geral espanhol, Fernando Primo de Rivera, que incluía provisão para exílio de Aguinaldo e seus colaboradores para Hong Kong.

## Governo
A Constituição da República de Biak-na-Bato foi escrita por Felix Ferrer e Isabelo Artacho, que copiaram a constituição cubana de Jimaguayú quase que palavra por palavra. Foi prevista a criação de um Conselho Superior, que foi criado em 2 de novembro de 1897, com os seguintes oficiais sendo eleitos:
| Posição                            | Nome                   |
| ---------------------------------- | ---------------------- |
| Presidente                         | Emilio Aguinaldo       |
| Vice-Presidente                    | Mariano Trías          |
| Secretário das Relações Exteriores | Antonio Montenegro     |
| Secretário da Guerra               | Emiliano Riego de Dios |
| Secretário do Interior             | Isabelo Artacho        |
| Secretário do Tesouro              | Baldomero Aguinaldo    |